# Лектор (телесериал)
«Лектор» — российский телесериал, шпионская драма, транслировалась на телеканале «Россия-1». Впервые показана 26 марта 2012 года.

## Сюжет
Максим Максимович — преподаватель факультета политологии в МГУ. Несколько лет назад он работал в ФСБ, откуда уволился в связи с трагическими обстоятельствами. Но, как известно, бывших сотрудников не бывает.
Однажды в лекционной аудитории МГУ появляется высокопоставленный офицер ФСБ и предлагает Максиму Максимовичу вернуться на службу, чтобы выявить «крота», который сливает сверхсекретную информацию в ЦРУ. Вскоре к нему за помощью обращается и его бывший коллега Владимир: «крот» целенаправленно пытается выставить его предателем. Когда на кону не только безопасность государства, но и жизнь давнего друга, Максим Максимович не может оставаться в стороне.
Почему же все обращаются к нему? Всё дело в том, что Максим Максимович — личность абсолютно неординарная. Несколько лет назад он разработал и внедрил в работу «Теорию дилетантов». Согласно теории, любое задание можно поручить обычному человеку, ведь он имеет исключительное преимущество перед профессиональным разведчиком — его действия не просчитываются логикой профессионалов.
Чтобы разоблачить двойного агента, спасти давнего друга и разыскать виновных в событиях двухлетней давности, Максиму Максимовичу вновь приходится окунуться в текущую деятельность разведки. Каждая серия — отдельная мастерски спланированная им спецоперация ФСБ по предотвращению диверсии зарубежных ведомств ЦРУ, МИ-6 и Моссад в отношении России. 
Среди террористических угроз и ракетных ударов Максим наконец встретит и настоящую любовь — художницу Киру.
Противостояние спецслужб становится ещё более напряженным, когда покровителям «крота» в ЦРУ становится известно, что Максим Максимович снова вступил в игру. И чем ближе он подбирается к своей цели, тем яснее понимает — в роли «дилетантов» оказались близкие ему люди и даже он сам.

## В ролях
| Актёр               | Роль                                       |
| ------------------- | ------------------------------------------ |
| Дмитрий Певцов      | Максим Максимович                          |
| Фёдор Бондарчук     | Владимир Андреевич Зуев                    |
| Екатерина Гусева    | художница Кира Журавлёва                   |
| Михаил Хмуров       | сотрудник ЦРУ Майкл Леонетти               |
| Александр Рапопорт  | директор «русского департамента» ЦРУ Хейли |
| Андрей Ильин        | куратор ФСБ                                |
| Алексей Макаров     | торговец оружием Олег Корж                 |
| Игорь Верник        | террорист Аслан Бикаев, он же Клаус Гросс  |
| Александр Носик     | сотрудник ФСБ Егор                         |
| Даниил Спиваковский | физик Алексей Яковлевич Бирман             |
| Андрей Руденский    | монах Дамаскин                             |
| Анна Дюкова         | сотрудница компании Алина                  |
| Анатолий Кот        | бывший сотрудник ФСБ Ребко                 |
| Алиса Гребенщикова  | жена Гросса Марта                          |
| Азиз Бейшеналиев    | киллер Ким                                 |
| Марина Блейк        | Сатклиф                                    |
| Михаил Дорожкин     | оппозиционный журналист Козак              |
| Игорь Арташонов     | следователь УСБ ФСБ                        |
| Андрей Градов       | генерал, начальник управления ФСБ          |
| Сергей Чудаков      | сотрудник Ми-6 О'Лири                      |
| Игорь Миркурбанов   | сотрудник Моссада                          |
| Александр Наумов    | друг детства Бирмана Антон Дудкин          |

## Музыка
- Основная музыкальная тема телесериала, песня «На прицеле» в исполнении Сергея Ашихмина, написанной Дмитрием Даньковым, является глубоко аранжированной версией, а по сути — плагиатом композиции «Extreme Ways», написанной для трилогии: «Идентификация Борна», «Превосходство Борна» и «Ультиматум Борна».